# Microtragoides echinatus
Microtragoides echinatus är en skalbaggsart som först beskrevs av Carter 1926.  Microtragoides echinatus ingår i släktet Microtragoides och familjen långhorningar. Inga underarter finns listade i Catalogue of Life.